# 에번 로스
에번 로스(Evan Ross, 1988년 8월 26일 ~ )는 미국의 배우 및 가수이다.

## 출연 작품
- 에이 티 엘 (2006)